# صفحه پیوندها
صفحه پیوندها نام یک وبگاه بود که برای تغییر مسیر کاربران در هنگام مواجهه با سایت‌های مسدود شده در ایران مورد استفاده قرار می‌گرفت. این صفحه تنها چندماه پس از تأسیس رتبه هجدهم سایت‌های پربازدید در ایران را در وبگاه الکسا به دست آورد. بالاترین جایگاه صفحه پیوندها رتبه چهارم بود که در تعطیلات نوروز ۸۸ و پس از اضافه شدن امکان تبدیل پیوندها به صفحه خانگی کاربران، به دست آمد. با این حال، پس از فیلتر شدن تلگرام طبق گزارش تابناک در بهار ۱۳۹۷ و فراگیر شدن استفاده از فیلترشکن‌ها در میان کاربران، رتبهٔ این وب‌سایت در ایران به شدت سقوط کرد.
نشانی آی‌پی این صفحه ۱۰٫۱۰٫۳۴٫۳۴ و نشانی وب صفحهٔ مادر آن peyvandha.ir است و شامل تعدادی زیرصفحه می‌باشد. به دلیل نارضایتی کاربران از این صفحه، روش‌های گوناگونی برای مسدود کردن آن در سطح اینترنت مطرح شده‌است.
این صفحه در حوالی ۱۵ فوریه ۲۰۱۱ برای مدتی به حالت تعلیق درآمد. در ۱۹ دی ۱۳۹۰ وبگاه جبهه پایداری انقلاب اسلامی را در صفحهٔ نخست خود قرار داد.

## از دسترس خارج شدن به دلیل بدهی
در تاریخ ۲۸ مرداد ۱۳۹۷ وبگاه پیوندها به دلیل پرداخت نکردن بدهی پنج سالهٔ خود به مبلغ ۳۰۰ میلیون تومان به شرکت ارائه دهندهٔ خدمات میزبانی وب، برای چند روز از دسترس خارج شد. شرکت هاست ایران در اطلاعیه‌ای با اشاره به بدهی وزارت ارشاد که متولی تأمین هزینه‌های این سایت است، اعلام کرد ادامه ارائه سرویس میزبانی (هاستینگ) با توجه به این بدهی ۵ ساله مقدور نیست.

## احتمال تغییر نام filter.ir
به دلیل اشغال بودن نام دامنه فیلتر دات آی آر از این نام برای پیوندها استفاده نمیشود. داخل دامنه ها پیوند به ایمیل گزارش سایت ها به دلایل غیرقانونی بودن به شرکت زیرساخت وجود دارد. 

## غیرفعال شدن
سایت پیوند ها و آیپی های 10.10.34.34/10.10.34.35/10.10.34.36 از اواخر سال 1400 دیگر در دسترس نیستند. 

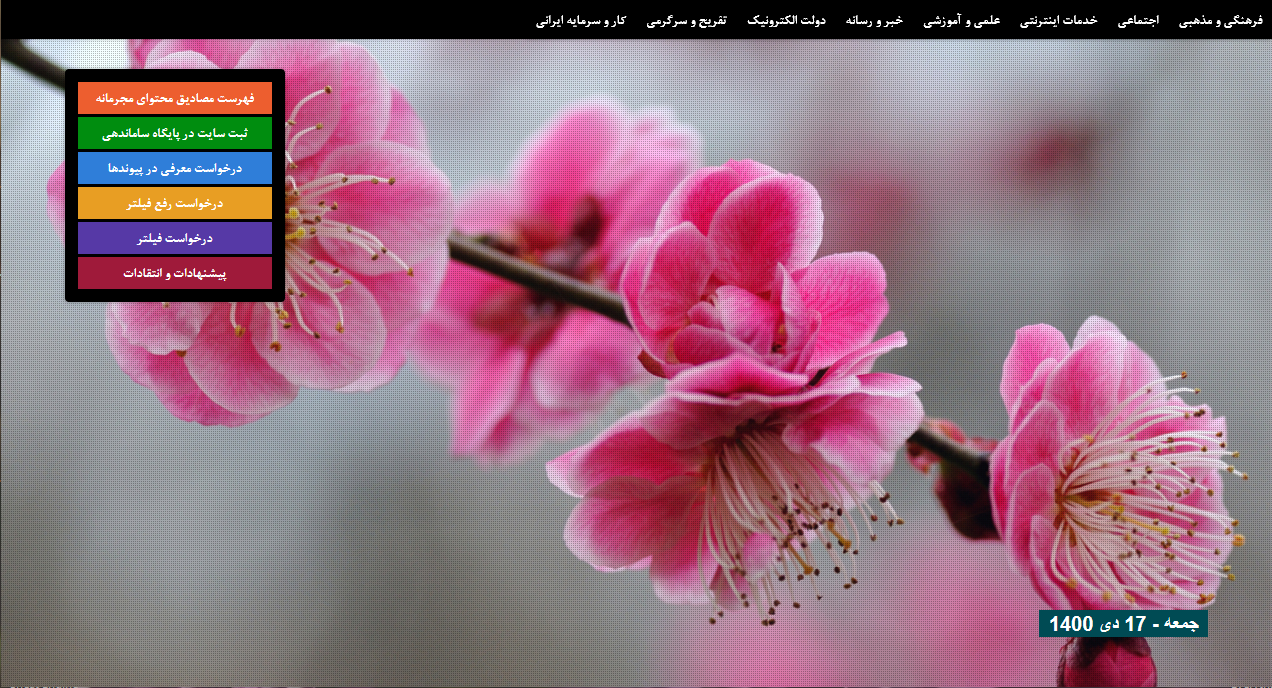
صفحه پیوند ها در سال 1400 - 2022